# نزاع جزر سبراتلي
نزاع جزر سبراتلي هو نزاع إقليمي مستمر بين الصين وتايوان وماليزيا والفيلبين وفيتنام وبروناي حول «ملكية» جزر سبراتلي، وهي مجموعة من الجزر وما يرتبط بها من «المعالم البحرية» (الشُعب والرصف والجزر المنخفضة إلخ) الواقعة على بحر الصين الجنوبي. يتميز النزاع بالجمود الدبلوماسي واستخدام تقنيات الضغط العسكري (كالاحتلال العسكري للأقاليم المتنازع عليها) في تعزيز المطالبات الإقليمية الوطنية. تستولي جميعها باستثناء بروناي على بعض المعالم البحرية.
لمعظم «المعالم البحرية» في هذه المنطقة ما لا يقل عن ستة أسماء: «الاسم الدولي»، عادة ما يكون بالإنجليزية، و«الاسم الصيني» الذي يختلف في بعض الأحيان عن جمهورية الصين الشعبية وجمهورية الصين (وأيضًا في مجموعات أحرف مختلفة) والأسماء الفيتنامية والفلبينية والماليزية، وهناك أيضًا أسماء بديلة (على سبيل المثال، تُعرف جزيرة سبراتلي أيضًا باسم جزيرة العاصفة)، وأحيانًا أسماء ذات أصول أوروبية (الفرنسية والبرتغالية        والإسبانية والبريطانية إلخ).
تتمتع جزر سبراتلي بأهمية لأسباب اقتصادية واستراتيجية. تحتوي منطقة سبراتلي على احتياطات كبيرة محتملة، ولكنها غير مستكشفة إلى حد كبير، من النفط والغاز الطبيعي، وهي منطقة منتجة لصيد الأسماك في العالم، وواحدة من أكثر المناطق ازدحامًا في حركة الشحن التجاري، وستنال البلدان المجاورة جرفًا ممتدًا إن اعتُرف بمطالبها. بالإضافة إلى الحوافز الاقتصادية، تقع جزر سبراتلي على جانبي طرق التجارة البحرية الرئيسية إلى شمال شرق آسيا، مما يمنحها أهمية إضافية كمواقع يمكن من خلالها مراقبة النشاط البحري في بحر الصين الجنوبي وإمكانية إنشاء قاعدة عسكرية وإطلاقها منها. في عام 2014، حظيت الصين باهتمام دولي متزايد بسبب أنشطة التجريف التي قامت بها ضمن جزر سبراتلي، وسط تكهنات بأنها تخطط لمواصلة تطوير وجودها العسكري في المنطقة. في عام 2015 كشفت صور الأقمار الصناعية أن الصين كانت تبني بسرعة مطارًا على شعاب فيري كروس ضمن جزر سبراتلي في حين كانت تواصل نشاطاتها في استصلاح الأراضي في مواقع أخرى. فقط الصين (جمهورية الصين الشعبية) وتايوان )جمهورية الصين) وفيتنام قدمت مطالبات تستند إلى السيادة التاريخية على الجزر. وعلى الرغم من ذلك، تطالب الفيلبين بجزء من المنطقة بصفته أرضًا لها بموجب اتفاقية الأمم المتحدة لقانون البحار، والتي أقرتها الدول المنخرطة في نزاع جزر سبراتلي.

## أسباب النزاع
ثمة أسباب عديدة تجعل الدول المجاورة بشكل خاص، وبقية العالم إجمالًا، مهتمة بجزر سبراتلي.

### الهيدروكربونات
اكتُشف النفط في الإقليم في عام 1968. قدرت وزارة الجيولوجيا والثروة المعدنية في جمهورية الصين الشعبية أن منطقة سبراتلي تحتوي على احتياطي من النفط والغاز الطبيعي تبلغ 17.7 مليار طن (1.60 × 1010 كيلو غرام) مقارنة ب13 مليار (×1.17  1010 كيلو غرام) تحتوي عليها الكويت التي تحل، ربما، في المرتبة الرابعة لأكبر حقل احتياطي في العالم. تشكك إدارة معلومات الطاقة الأمريكية في هذا الأمر، وتشير تقديراتها إلى عدم وجود نفط تقريبًا وأقل من 100 مليار قدم مكعب من الغاز الطبيعي موجود في الحقول القريبة من جزر سبراتلي. وعلى الرغم من ذلك، ساعدت هذه الاحتياطات الكبيرة المحتملة في تكثيف المطالبات الإقليمية للبلدان المجاورة.
في عامي 1968 و1970، بدأت الفلبين في التعامل مع مطالبها الإقليمية بجدية أكبر وتمركزت قواتها على ثلاث جزر كان المغامر توماس كلوما قد ادعى أنها جزء من أرض الحرية. في عام 1973، تمركزت القوات الفيتنامية في خمس جزر.
في 11 مارس 1976، حدث أول اكتشاف نفطي رئيسي في الفلبين قبالة ساحل بالاوان، بالقرب من أراضي جزر سبراتلي. في عام 2010، وفرت هذه الحقول النفطية 15% من إجمالي البترول المستهلك في الفلبين. في عام 1992، منحت جمهورية الصين الشعبية وفيتنام عقود استكشاف النفط إلى شركات النفط الأمريكية التي غطت مناطق متداخلة في سبراتلي. في مايو 1992، وقعت شركة الصين الوطنية للنفط البحري وشركة كريستون للطاقة (وهي شركة أمريكية يقع مقرها في دينفر، كولورادو) عقد تعاون للتنقيب المشترك لحقل وانان –باي 21، قسم تبلغ مساحته 25,155 كيلو متر مربع (9710 ميل مربع) من جنوب غرب بحر الصين الجنوبي الذي يشمل مناطق جزيرة سبراتلي. غطى جزء من عقد كريستون حقلي فيتنام 133 و134، حيث وافقت بيتروفيتنام وبيتروستار للطاقة (الولايات المتحدة) وكونوكو فيتنام للتنقيب والإنتاج، وهي وحدة من كونوكو فيليبس، على تقييم فرص التنقيب في أبريل من عام 1982. أفضى ذلك إلى مواجهة بين الصين وفيتنام، إذ طالب كل من الطرفين أن يلغى الطرف الآخر عقده.

### الصيد التجاري
يُعد الإقليم واحدًا من أكثر أقاليم العالم إنتاجًا للصيد التجاري. في عام 2010، كان غرب وسط المحيط الهادئ (باستثناء الروافد الشمالية لبحر الصين الجنوبي الأقرب إلى ساحل جمهورية الصين الشعبية) يمثل 14% من إجمالي الصيد العالمي عند 11.7 مليون طن. كان هذا ارتفاعًا عن إجمالي الصيد الذي لم يكن في عام 1970 يبلغ 4 ملايين طن. توقعت جمهورية الصين الشعبية أن بحر الصين الجنوبي يحتوي على موارد مجتمعة من الصيد والنفط والغاز تبلغ قيمتها تريليون دولار. اندلعت مسبقًا اشتباكات عديدة بين جمهورية الصين الشعبية والفلبين، وجمهورية الصين الشعبية وفيتنام، وبين الدول الأخرى حول سفن الصيد «الأجنبية» في مناطق اقتصادية خالصة، وتحدثت وسائل الإعلام بصورة منتظمة عن اعتقال صيادين صينيين. في عام 1984، أقامت بروناي منطقة صيد حصرية تشمل شعب لويسا في جنوب شرق جزر سبراتلي.

### الشحن التجاري
يُعد الإقليم واحدًا من أكثر ممرات الشحن ازدحامًا في العالم. خلال ثمانينيات القرن العشرين، يمر عبر إقليم جزر سبراتلي ما لا يقل عن 270 سفينة يوميًا. ويمر أكثر من نصف حركة الناقلات العملاقة في العالم، بالطن، عبر مياه المنطقة كل عام. كانت حركة الناقلات عبر بحر الصين الجنوبي أكبر بثلاث مرات من حركة المرور عبر قناة السويس وأكبر بخمس مرات من حركة المرور عبر قناة بنما، ويمر 25% من النفط الخام في العالم عبر بحر الصين الجنوبي.[بحاجة لمصدر]

## المواجهات
كان هناك عدد من الاشتباكات البارزة في جزر سبراتلي، نوقش بعضها في المقالات التالية:
- نزاعات إقليمية في بحر الصين الجنوبي
- غزو جنوب غرب الجزيرة المنخفضة (1975)
- مناوشة شعاب جونسون الجنوبية (14 مارس 1988)
- مواجهة سكاربورو شول (بدأت في 8 أبريل 2012)
- مواجهة هاي يانغ شي يو 981 (2014)

## القانون الدولي

### مطالبات الجرف القاري الممتد عام 2009
بموجب اتفاقية الأمم المتحدة لقانون البحار، أتاحت الأمم المتحدة للبلدان التي تملك سواحل تقديم مطالبات إلى لجنة حدود الجرف القاري التابعة للأمم المتحدة (لتمديد جرفها القاري إلى ما بعد 200 ميل بحري من شواطئها)، بحلول 13 مايو 2009. قدمت 48 دولة مطالبات كاملة، وقدمت عشرات الدول الأخرى مطالب أولية. عالج اثنان من الطلبات المقدمة إلى لجنة حدود الجرف القاري مطالبات في بحر الصين الجنوبي، مطلب قدمته فيتنام بالجزء الشمالي من بحر الصين الجنوبي (الذي كان يحوي جزر باراسيل)، ومطلب آخر مشترك بين فيتنام وماليزيا ب«منطقة محددة» وسط بحر الصين الجنوبي بين البلدين، كانت تتضمن جزءًا من جزر سبراتلي. قدمت بروناي تقريرًا أوليًا  تخطر فيه بنيتها المطالبة بجرف قاري يتجاوز 200 ميل بحري من شواطئها.